# Скорно (Шмартно-об-Пакі)
Скорно (словен. Skorno) — поселення в общині Шмартно-об-Пакі, Савинський регіон, Словенія. Висота над рівнем моря: 452,5 м.